# Matemàtiques a l'Índia

Teorema de Brahmagupta

Les matemàtiques a l'Índia  van tenir una importància cabdal en la cultura occidental amb el llegat de les seves xifres, incloent el zero com a valor nul. Alguns testimonis permeten creure que durant l'època vèdica (1500 el 1000 aC) i bramànica (segle v) ja va existir a l'Índia una ciència matemàtica. Malgrat tenir contactes amb cultures exteriors com la grega, amb l'arribada d'Alexandre el Gran al segle IV aC, la xinesa, a causa de l'expansió del budisme cap a aquell país, i amb el món àrab, les matemàtiques hindús es van desenvolupar en un pla original, recolzant-se més en el càlcul numèric que en el rigor deductiu.
Va ser a l'època clàssica (segles I a viii) que els matemàtics hindús van arribar a la maduresa. El món els deu l'invent transcendental de la notació posicional emprant la xifra zero com a valor nul, així com les mateixes xifres, mal batejades posteriorment com 'aràbigues' quan de fet els àrabs van agafar dels indis (entre altres) els tres conceptes bàsics: el dibuix de les xifres, el zero i la notació posicional. Van utilitzar, com a occident, un sistema de numeració de base 10 (amb deu dígits). Els antics maies també van utilitzar el zero (segles IV a VII). Egipcis, grecs i romans, encara que utilitzaven un sistema decimal, no era posicional, ni posseïa el zero. Aquest sistema va ser transmès a occident molt més tard, pels àrabs, a través dels scriptorium medievals de la península Ibèrica. Els múltiples avantatges pràctics i teòrics del sistema de «notació posicional amb zero» van donar l'impuls definitiu a tot el desenvolupament ulterior de les matemàtiques.
El sistema de numeració decimal apareix ja en el Sürya Siddhanta, petit tractat que data probablement del segle vi. Els treballs matemàtics dels indis es van incorporar en general a les obres astronòmiques. Aquest és el cas d'Aryabhata, nascut cap al 476, i de Brahmagupta, nascut cap al 598. Molt més tard, cap al 1150, Bhaskara II va escriure un tractat d'aritmètica en el qual exposava el procediment de càlcul de les arrels quadrades. Es tracta d'una teoria de les equacions de primer i segon grau, no en forma geomètrica, com ho feien els grecs, sinó en una forma que es pot anomenar "algebraica".
El caràcter operacional de la matemàtiques hindús anava aparellat amb una concepció general del nombre irracional, però oberta d'una manera natural als negatius, de manera que podien prendre en consideració els dos guions l'arrel quadrada i les dues solucions de l'equació de segon grau, així va quedar obert el camí de l'àlgebra formal, seguit posteriorment pels àrabs.